# Neville George
Neville George Trebilcok (São Paulo, 12 de março de 1939 — Rio de Janeiro, 19 de outubro de 2002), mais conhecido como Neville George, foi um locutor e dublador brasileiro.

## Carreira
Começou a carreira em uma rádio como locutor de notícias. Por ser de família de origem estrangeira, falava fluentemente o inglês, o que facilitou muito para seu crescimento em várias empresas.
Na dublagem, começou na Aic, fazendo pontas em algumas séries. Começou a atuar em séries como em Viagem ao Fundo do Mar e em Missão Impossível fazendo na maioria das vezes, vilões. Foi na Aic que ele fez um personagem que o marcaria para sempre: o Dr. Leonard McCoy na 1ª dublagem de Jornada nas Estrelas. Na Aic também atuava como diretor. Um de seus últimos trabalhos nesse estúdio foi a 3ª voz de Barney Rubble no desenho dos Flintstones.
Por volta de 1967, alguns dubladores decidem ir para o Rio de Janeiro onde surgia um novo estúdio de dublagem: a TV Cinesom. Nela fez o narrador do icônico desenho da Corrida Maluca e onde também eternizou a 2ª voz de James West em The Wild Wild West, série essa na qual acompanhou o personagem também em outros estúdios como a Dublasom Guanabara e a Herbert Richers. Outro personagem na qual imortalizou, foi o coronel Hogan em Guerra, Sombra e Água Fresca, outro personagem que acompanhou também em outros estúdios.
No início da década de 1970, Neville se afasta da dublagem e vai trabalhar como locutor em um jornal diário da TV Tupi em São Paulo. Após esse período, Neville teve uma agência de publicidade por muitos anos. No início de 1999, foi chamado para ser o locutor oficial da Rede TV.

## Morte
Neville veio a falecer em 19 de outubro de 2002 devido a um câncer no pâncreas.

## Trabalhos na dublagem
- James T. West (Robert Conrad) (1ª voz) em The Wild Wild West